# HMS Dorsetshire (40)
Pour les autres navires du même nom, voir HMS Dorsetshire.
Le HMS Dorsetshire est un croiseur lourd de classe County (sous-classe Norfolk) de la Royal Navy ayant servi au cours de la Seconde Guerre mondiale.

## Histoire
Le Dorsetshire participe à la traque du croiseur cuirassé Admiral Graf Spee, prend part à la dernière mission du cuirassé Bismarck et aux recherches du croiseur lourd Admiral Hipper et du croiseur auxiliaire Atlantis.
Le Dorsetshire est envoyé dans le théâtre Pacifique où il est coulé le 5 avril 1942 par l'aviation japonaise.